# C・S・リー
C・S・リー（C. S. Lee, 1971年12月30日 - ）は、韓国系アメリカ人の俳優。韓国生まれ。

## フィルモグラフィ

### 映画
- ランダム・ハーツ Random Hearts (1999)
- ステップフォード・ワイフ The Stepford Wives (2004)
- アンボーン The Unborn (2009)
- チェイシング/追跡 Tenderness (2009)
- 希望のカタマリ All Together Now (2020)

### テレビ
- スピン・シティ (1998-1999)
- ロー&オーダー Law & Order (1998-2002)
- LAW & ORDER:犯罪心理捜査班 Law & Order: Criminal Intent (2004-2006)
- ザ・ソプラノズ 哀愁のマフィア The Sopranos (2006)
- ザ・ユニット 米軍極秘部隊 The Unit (2007)
- CHUCK/チャック Chuck (2007)
- 名探偵モンク Monk (2008)
- デクスター 〜警察官は殺人鬼 Dexter (2006-2013)
- TRUE DETECTIVE/ロサンゼルス True Detective (2015)
- スニーキー・ピート Sneaky Pete (2015-2017)
- MACGYVER/マクガイバー MacGyver (2017)
- 24:レガシー 24: Legacy (2017)
- リーサル・ウェポン Lethal Weapon (2018)